# 東洋熱工業
東洋熱工業株式会社（とうようねつこうぎょう）は、東京都中央区に本社を置く設備工事会社である。略称は「東熱」。

## 概要
- 設立  1937年（昭和12年）8月25日
- 代表者 代表取締役社長　谷口 昌伸
- 資本金 10億1000万円
- 本社所在地 東京都中央区京橋2丁目

## 提供番組
現在
- バナナマンの早起きせっかくグルメ!!（日曜朝、TBS系列）
- FNNニュース（日曜朝、年始朝、フジテレビ）
- FNSの日（同上、深夜および日曜19時以降のローカルセールス枠）
- 土曜朝6時 木梨の会。（土曜朝、TBSラジオ、6:30の「ヘッドラインニュース」に提供[注釈 1]）[2]

過去
- 時事放談（TBSテレビ、現在は終了）
- じょんのび日本遺産（日曜朝、同上）